# NGC 7266
NGC 7266 је спирална галаксија у сазвежђу Водолија која се налази на NGC листи објеката дубоког неба.
Деклинација објекта је - 4° 4' 23" а ректасцензија 22h 23m 59,0s. Привидна величина (магнитуда) објекта NGC 7266 износи 13,9 а фотографска магнитуда 14,8. NGC 7266 је још познат и под ознакама MCG -1-57-6, MK 910, IRAS 22213-0419, PGC 68758.